# 안중근뼈대찾기사업회
안중근뼈대찾기사업회는 1909년 10월 26일 중국 하얼빈에서 일본의 정치가 이토 히로부미(伊藤博文)를 사살한 한국의 독립운동가 안중근(安重根)의 유해(遺骸)를 찾아 국내로 봉환하는 사업을 추진하기 위해 2011년 출범한 비정부 민간단체다.

## 출범
안중근뼈대찾기사업회의 출범은 김영광으로부터 시작된다. 3선 국회의원 출신 김영광은 1980년대부터 중국 뤼순(旅順)을 답사하며 안중근 유해 매장지역을 추적해왔다. 그리고 마침내 뤼순감옥 동쪽에 위치한 감옥묘지를 안중근 유해매장지역으로 확신하고 해당 지역에 대한 발굴을 주장해왔다. 2010년 9월 13일 김영광이 숙환으로 사망하자 김영광을 인터뷰했던 EBS 교양문화부 소속 PD 안태근은 자신이 직접 안중근뼈대찾기사업회를 조직, 김영광이 주장해왔던 지역에 대한 발굴을 정부에 촉구하고 있다.

## 임원
- 이사장: 김호일 (중앙대 역사학과 명예교수/前 안중근의사기념관장)
- 회장: 안태근 (EBS 교육방송 퇴사)
- 부회장: 조휘진 (EBS 교육방송 프로듀서)
- 고문: 박성수 (한국학중앙연구원 명예교수)
- 감사: 김병윤 (목원대 경영학과 교수)
- 학술이사: 임성빈 (명지대 교통공학과 명예교수), 황필홍 (단국대 철학과 교수), 정낙은 (국립과학수사연구소 검시의), 양정석 (수원대 사학과 교수)
- 홍보이사: 허윤석 (의정부교구 신부), 윤영기 (서울 성남고등학교 역사교사), 이헌 (사업가), 패티 김(가수)
- 출판이사: 이건웅 (도서출판 차이나하우스 대표)
- 기획이사: 백운비 (역리학자), 김성수 (한양대 정치외교학과 교수)
- 대외정책이사: 신일룡 (사업가), 장화정 (작가)
- 총무이사: 김영배 (사업가), 고명진 (음반 프로듀서)
- 사무처장: 공석
- 중국지회장: 김월배 (다롄외국어대학교 외국인 교수)
- 미국지회장: 김승현 (미주대표/DK 쥬얼리 대표)
- 자문위원: 이국성 (안중근 의사 묘 참배자/조선족 향토사학자)

## 사업회의 목표
1. 안중근 의사 유해 매장 추정지 '여순감옥구지묘지(旅順監獄舊址墓地)' 발굴
2. 발굴된 안중근 의사의 유해를 대한민국 영토로 봉환(서울 용산 효창공원 삼의사묘역 내 안중근 의사 가묘)

## 활동
순국 101주년이 되는 날부터 공식적인 활동을 시작하였다. 26일 당일 서울 용산의 효창공원과 안중근의사기념관에서 전개한 성명서 배포 활동을 시작으로 고등학교 학생들 앞에서 홍보 강연, 지속적인 성명서 배포 활동, 광화문 이순신 장군 동상 앞에서의 릴레이 1인 시위, Daum 아고라와 네이버 카페를 통한 범국민적인 온라인 네티즌 서명 운동 등을 통해 사업의 존재를 시민들에게 알리고, 사업회의 요구가 관철될 수 있도록 실천하고 있다. 2011년 4월 3일부터 9월 2일 안중근 의사 탄신 132주년이 되는 날까지 Daum 아고라를 통해 전개된 '안중근 의사 유해 발굴 촉구 네티즌 서명 운동'은 서명 목표인 1만 명 달성에 성공하였다. 서명 운동을 종료한 다음 날인 2011년 9월 3일부터 '안중근 의사 유해 발굴 비용 대국민 모금 운동'이 시작되었다. 다음은 사업회 출범 전후로 사업회가 지금까지 진행해온 사업들이다.
- 2010년 3월 26일 EBS 다큐멘터리 <안중근 순국 백 년, 안 의사의 유해를 찾아라> 방영
  - 6월 국가보훈처 '처장과의 대화'에 5회 연속 제안
- 2011년 3월 1일 <안중근 순국 백 년, 안 의사의 유해를 찾아라> 재방송
  - 3월 12일 안중근 의사 유해 발굴 및 국내 봉환을 추진하는 비정부 민간단체 안중근뼈대찾기사업회가 공식 출범하였다. (이사장: 前 안중근의사기념관 김호일 관장, 회장: EBS 교육방송 안태근 PD)
  - 3월 20일 국가보훈처에 프로젝트 지원 요청
  - 3월 26일 서울 남산 안중근의사기념관/효창공원 삼의사묘역 앞에서 성명서 배포
  - 4월 1일 국가보훈처에 다시 한번 제안 및 청와대 국민신문고에 프로젝트 지원 요청
  - 4월 2일 선열묘참배를 온 성남고등학교(서울 동작구 대방동 소재) 1, 2학년 학생들 앞에서 홍보 강연
  - 4월 3일 인사동 더포에서 1차 회의 및 Daum 아고라를 통한 프로젝트 홍보 서명 운동 시작
  - 4월 10일 EBS 본사에서 2차 회의 및 길거리에서 성명서 배포
  - 4월 16일 서울 종로 우당기념관 방문 및 삼청동/상도동 일대 성명서 배포, EBS 본사에서 3차 회의
  - 4월 17일 인천/노량진 일대에서 성명서 배포
  - 4월 18일 수원대학교/병점역/노량진역 일대에서 성명서 배포
  - 4월 19일 수원대학교/상도동 일대에서 성명서 배포
  - 4월 20일 수원대 러시아어문학과 양정훈 교수로부터 사업에 대한 조언을 구함, 故 김영광 의원의 생전 자료를 넘겨받음, 청와대에 우리 사업회 제안서를 제출
  - 4월 22일 국회의원 김을동 의원 사무실에 전화하여 사업 협조 제안 및 안중근의사기념사업회에 의견 구함
  - 4월 27일 <방송기술저널> 제121호에 '안중근 의사의 빈 무덤을 아십니까?'라는 제목의 기고문 게재
  - 5월 1일 EBS 본사에서 4차 회의 및 사단법인 안중근뼈대찾기사업회 임원 구성 확정
  - 5월 12일 수원대학교 신문인 <수원대학보> 제275호에 사업회 광고 및 기고문 게재
  - 6월 4일 서울 광화문 광장 이순신 장군 동상 앞에서 국가보훈처에 유해 발굴을 호소하는 1인 시위 전개
  - 6월 6일 국립서울현충원 정문 앞에서 국가보훈처에 유해 발굴을 호소하는 1인 시위 전개
  - 6월 26일 미래희망연대 김을동 의원 면담
  - 6월 26일~7월 6일 안태근 회장 중국 지역 사전 답사
  - 7월 6일 안태근 회장 <여순일아감옥구지박물관> 왕진인 부관장과 회담
  - 8월 4일~8월 13일 안태근 회장, 김경준 사무처장 중국 지역 2차 답사
  - 8월 11일 안태근 회장 <여순일아감옥구지박물관> 화문귀 관장과 2차 회담
  - 9월 1일 Daum 아고라 네티즌 서명 운동 1만 명 목표 달성(9월 3일 마감 현재 총 서명 인원: 10,321명)
  - 9월 2일 안중근 의사 유해 발굴 비용 대국민 모금 운동 시작
  - 9월 3일 서울 양재역/황학정/효창공원/백범김구기념관/안중근의사기념관 일대에서 길거리 성금 모금 및 서명 운동 전개
  - 9월 10일 서울역/명동역/인사동 일대에서 2차 길거리 성금 모금 및 서명 운동 전개
  - 9월 23일 수원대학교 일대에서 본 사업회 성명서 배포, '이순신 연구자' 일속 안병권 선생과 면담 후 사업회 홍보
  - 10월 3일 서울 인사동 일대에서 3차 길거리 모금 운동
  - 10월 16일 서울 홍대 '걷고 싶은 거리' 일대에서 4차 길거리 모금 운동
  - 10월 26일 안중근의사기념관, 혜화동 흥사단에서 사업회 성명서 배포 (안중근 의사 의거 102주년)
  - 11월 3일 서울 양재동 일대에서 5차 길거리 모금 운동
  - 11월 5일 안태근 회장, 이국성 자문위원과 회동
  - 11월 8일 안태근 회장, 외교통상부에 방문하여 회담
  - 11월 11일 안태근 회장, 국가보훈처 국립묘지정책과 임성현 과장과 통화
  - 11월 14일 Daum 아고라 희망해에서 '안중근뼈대찾기사업'을 위한 네티즌 모금 운동 개시
  - 11월 21일 안태근 회장, 국제한국연구원 최서면 원장과의 통화
  - 11월 23일 본 사업회 김호일 이사장, 안태근 회장, 이국성 자문위원 회동
  - 11월 27일 남산/효창공원 일대에서 6차 길거리 모금 운동
  - 11월 28일 안태근 회장, 본 사업회 김성수 상임이사(故 김영광 의원 장남)와 회동, 국립과학수사연구원 서중석 부장과 만남
  - 11월 30일 본 사업회 최다 기부자 '네 손가락의 피아니스트' 이희아씨와의 만남
  - 12월 3일 양재천에서 사업회 성명서 배포
  - 12월 5일 2012년 임진년을 '안중근의 해'로 공식 선포
  - 12월 13일 국가보훈처 박승춘 처장과 행정안전부 맹형규 장관 앞으로 '안중근 의사 유해 발굴을 위한 탄원서' 발송
  - 12월 14일 Daum 아고라 희망해 모금 운동 종료 (최종 모금액: 7,991,287원)
  - 12월 17일 남산/대학로 일대에서 7차 길거리 모금 운동
  - 12월 26일 국가보훈처에 1천만원 이상 모금 운동 추진을 위한 본 사업회 명의의 '기부금품 모집등록 추천서' 발급 요청
  - 12월 27일 통일부 정책협력과에 <안중근 순국 백 년, 안 의사의 유해를 찾아라> DVD 기증
  - 12월 28일 국가보훈처가 '기부금품 모집등록 추천서' 발급을 거부함에 따라, 재발급 요청
  - 12월 30일 김호일 이사장, 안태근 회장, 김경준 사무처장 연말 회동
- 2012년 1월 5일 안태근 회장, 국가보훈처 국립묘지정책과 임성현 과장과 면담
  - 1월 9일 행정안전부에 국가보훈처의 '기부금품 모집등록 추천서' 발급 거절에 대한 민원 제기
  - 1월 13일 국가보훈처 안중근 의사 유해 발굴위원회 박걸순 자문위원(충북대 사학과 교수)과의 통화
  - 1월 15일 안태근 회장, 정낙은 학술이사 회동
  - 1월 26일 안태근 회장, 김경준 사무처장, 이국성 자문위원 회동
  - 1월 27일 EBS 역사채널 e - 네 개의 단서 방영 (본 사업회의 자문)
  - 2월 24일 김호일 이사장, 안태근 회장 회동 (중국 방문 일정 협의)
  - 3월 1일 3.1절 모임
  - 3월 12일 조필례 여사(본 회 안태근 회장 모친) 성금 300만원 기부
  - 3월 14일 PD저널에 본 사업 소개 '안중근 의사의 유해를 찾는다'
  - 3월 26일 안중근 의사 순국 102주기, 한국교통방송 TBS '서화숙의 오늘' 전화 인터뷰 출연
  - 4월 19일~4월 22일 안태근 회장, 중국 출장
  - 4월 25일 전일우님 성금 50만원 기부, 극단 빛누리 성금 30만원 기부
  - 5월 8일 Daum 아고라 희망해 인터뷰
  - 5월 29일 김호일 이사장, 안태근 회장 회동
  - 6월 20일 안태근 회장, 김경준 사무처장 남산 안중근의사기념관 방문
  - 6월 23일 김경준 사무처장, 류우익 통일부장관에게 안중근의사 유해 남북공동발굴사업 건의
  - 7월 16일 김호일 이사장, 안태근 회장 대책회의
  - 8월 8일 안태근 회장, 김경준 사무처장, 통일부 사회문화교류과 방문하여 브리핑
  - 8월 23일 안태근 회장, 이국성 자문위원 간담회
  - 9월 7일 본 회 회원 김월배 교수, 뤼순감옥구지묘지 반무충 주임, 쉬즈강 직원과 뤼순감옥 일대 현지답사
  - 9월 20일 김월배 교수, 다롄에서 현지사료조사
  - 9월 24일 안태근 회장, (사)안중근의사숭모회 자문위원 위촉
  - 10월 20일 김월배 교수, 안중근 의사 외손녀 황은실 여사에게 사업 보고
  - 10월 23일 김월배 대련외국어대 교수, 본 회 중국지회장 임명
  - 11월 28일 안태근 회장, EBS 도마회, 이국성 자문위원 회동
- 2013년 1월 23일 안중근뼈대찾기사업회 신년하례
  - 2월 20일 <안중근 의사의 유해를 찾아라!> 도서 집필 시작
  - 3월 16일 김월배 중국지회장, 주상영 초대 뤼순감옥 관장 및 반무충 주임과 인터뷰
  - 9월 18일 김월배 중국지회장, 대련대 유병호 교수와 면담
  - 10월 18일 김호일 이사장, 중국 뤼순감옥 방문
  - 10월 25일 종합편성채널 <TV조선>과 안중근뼈대찾기사업에 대한 인터뷰
- 2014년 1월 31일 하얼빈 안중근의사기념관 개관 기념으로 EBS 다큐멘터리 <안중근 의사의 유해를 찾아라!> 재방송
  - 2월 4일 안중근뼈대찾기사업회 신년회 및 <안중근 의사의 유해를 찾아라!> 1차 출판회의
  - 2월 11일 <안중근 의사의 유해를 찾아라!> 2차 출판회의
  - 3월 26일 <안중근 의사의 유해를 찾아라!> 출간 및 출판기념회/헌정식(남산 안중근의사기념관/효창원)
  - 4월 3일 김경준 사무처장, 류길재 통일부장관에게 <안중근 의사의 유해를 찾아라!> 증정
  - 4월 5일 김경준 사무처장, 김삼웅 前 독립기념관장에게 <안중근 의사의 유해를 찾아라!> 증정
  - 4월 13일 안태근 회장/김경준 사무처장, 박승춘 국가보훈처장에게 <안중근 의사의 유해를 찾아라!> 증정
  - 4월 21일 명사들에게 <안중근 의사의 유해를 찾아라!> 1차 우편발송 및 서울 성남고등학교에 도서 기증
  - 5월 16일 명사들에게 <안중근 의사의 유해를 찾아라!> 2차 우편발송

## 같이 보기
- 안중근
- 안중근함
- 안중근 의사 유묵
- 대한민국 임시 정부
- 이토 히로부미
- 효창공원
- 김구
- 대한제국